# Хёйзинга, Йохан
Йо́хан Хёйзинга (Хюйзинга, нидерл. Johan Huizinga [ˈjoːɦɑn ˈɦœyzɪŋɣaː]; 7 декабря 1872, Гронинген, Нидерланды — 1 февраля 1945, Реден) — нидерландский историк и теоретик культуры, медиевист, профессор Гронингенского (1905—1915) и Лейденского (1915—1942) университетов. Член Королевской академии наук и искусств (с 1916 года, в 1929—1942 годах возглавлял отделение литературы). Вице-президент Международной комиссии по интеллектуальному сотрудничеству Лиги Наций (1938). Многократно номинировался на Нобелевскую премию по литературе.
Происходил из рода меннонитских священников, отец его был профессором физиологии. Рано продемонстрировав способности лингвиста и историка, до 1903 года Хёйзинга занимался индоевропеистикой и литературоведением, защитил диссертацию о древнеиндийской драме (1897). Далее перешёл на исследование средневекового искусства и культуры, с 1915 года профессор кафедры всеобщей истории Лейденского университета. В 1919 году опубликовал свою первую известную монографию «Осень Средневековья: Исследование форм жизненного уклада и форм мышления в XIV и XV веках во Франции и Нидерландах» (Herfsttij der Middeleeuwen: Studie over levensen gedachtenvormen de veertiende en vijftiende eeuw in Frankrijk en de Nederlanden, русский перевод 1988) в которой воссоздал общий характер описываемой эпохи «зрелого» Средневековья, взятой в момент кризиса. Далее Хёйзинга перешёл к исследованию переломных эпох европейской культуры, опубликовав исследования интеллектуальной биографии Эразма (1924) и типологии нидерландской культуры XVII века. Для исследования этих предметов он использовал морфологический анализ, близкий построениям Освальда Шпенглера. Хёйзингу привлекали «исторические жизненные идеалы» (мечта о «золотом веке», буколический идеал возврата к природе, евангельский идеал бедности, рыцарский идеал, идеал возрождeния античности и т. д.). В то же время, посетив США, он решительно отверг «американскую мечту».
В 1927—1931 годах Хёйзинга избирался деканом исторического факультета, в 1932—1933 годах — ректор Лейденского университета. После прихода к власти нацистов в Германии решительно отверг пропагандируемые ими идеалы, и потребовал у немецкой делегации во главе с Иоганном фон Леерсом покинуть проводимую университетом конференцию. Во время немецкой оккупации Нидерландов в 1942 году уволен из университета, провёл три месяца в лагере заложников и далее ему было запрещено проживать в больших городах. Скончался в доме друга в деревне Де Стиг, близ Редена, не дожив буквально нескольких месяцев до освобождения страны.
В 1930-е годы Хёйзинга обратился к философии культуры, сформулировав понятие игры как изначальной формы культуры, пронизывающей все сферы человеческой жизнедеятельности. В 1938 году опубликовал монографию «Человек играющий: Опыт определения игрового элемента культуры» (Homo ludens: Proeve eener bepaling van het spelelement der cultuur). Под игрой он понимал свободную деятельность, заключающей цель в самой себе, «не связанную с обыденной жизнью» и не обусловленную какими-либо «материальными интересами и доставляемой пользой». Как игра может рассматриваться религиозно-ритуальная (и политическая) деятельность, спортивные состязания, судопроизводство, искусство и философия. Ранее Хёйзинга выпустил эссе «В тени завтрашнего дня» (In de schaduwen van morgen, 1935), посвящённое кризису западной цивилизации. В ссылке создал последний очерк «Затемнённый мир» (Geschonden wereld, 1943, опубликовано посмертно). Последующие исследователи рассматривали систему Хёйзинги как предшественницу французской школы «Анналов». Книга «Человек играющий» оказала воздействие на радикальную нонконформистскую мысль Запада (Л. Мамфорд, Г. Маркузе), а работы об Америке предвосхитили построения Адорно, Маркузе, Хоркхаймера.

## Биография

### Годы становления (1872—1905)
Семейство Хёйзинга происходило из Фрисландии и впоследствии Йохан высоко оценивал свою генеалогию, ибо «у фрисландцев сохранилось древнее племенное сознание». Дед — Якоб Хёйзинга (1809—1894) — меннонитский пастор, однако его сын Дирк (1840—1904), хотя и окончил семинарию, подпал под влияние артистической богемы Амстердама и вышел из церкви. После заболевания сифилисом Дирк Хёйзинга получил медицинское образование и стал известным в Гронингене специалистом по физиологии и гистологии, профессором университета, придерживающимся атеизма и материализма; женился он на Якобине Тонкенс и овдовел через четыре года. Йохан, родившийся 7 декабря 1872 года, ещё в школьные годы принял крещение в церкви своего деда (в 1891 году) и проявлял умеренную, но стойкую религиозность в течение всей жизни. Второй женой Дирка стала Германна Маргарита де Кок (1847—1910), которую Йохан всегда считал родной матерью. Хёйзинга-младший очень рано пристрастился к чтению, предпочитая приключенческие и исторические романы, в автобиографии особо выделяя увлечение Андерсеном. Он также занимался коллекционированием монет. Семилетним Йохан участвовал в студенческом карнавале 1879 года, посвящённом вступлению в Гронинген графа Эдцарда в 1506 году. В гимназии юный Йохан стал посещать уроки рисования. Гимназическим учителем словесности оказался известный филолог Ян те Винкель, под влиянием которого Хёйзинга много лет своей жизни посвятил индоевропеистике. В университете Гронингена (где он обучался в 1891—1895 годах по специальности «голландская литература», окончив за два года бакалавриат, а затем магистратуру) научным руководителем Йохана стал санскритолог Якоб Самуэль Спейер. В 1896 году Хёйзинга прошёл семестровый курс в Лейпцигском университете, придя к выводу, что теоретическое языкознание его мало интересует. Спейер в гронингенской докторантуре дал ему тему «Видушака в индийской драме» (De Vidûsaka in het Indisch Tooneel), защита прошла 28 мая 1897 года. Параллельно Йохан занимался изобразительным искусством, хотя и не достиг больших высот; курс искусствоведения преподавал профессор Петрус Йоханнес Блок, который первым распознал в Хёйзинге талант историка. Именно Блок устроил Хёйзингу учителем истории в Харлемскую городскую школу, где он работал с 1897 по 1905 годы. Йохан не порывал и с индологией: в 1899 году побывал на международном конгрессе востоковедов в Риме, но в 1902 году не прошёл по конкурсу на кафедру санскрита в Утрехте. 16 января 1903 года он был принят приват-доцентом по кафедре литературы и древностей Голландской Ост-Индии в Амстердамском университете. Инаугурационная лекция на тему «Об изучении и понимании буддизма» прошла 7 октября 1903 года. 15 мая скончался отец Хёйзинги Дирк .

### Женитьба. Гронингенское десятилетие (1905—1915)
Работая учителем и востоковедом, Хёйзинга, по собственному суждению, постепенно переходил к историко-культурным исследованиям на западном материале. Работая в школе, он впервые систематически занимался историей Европы. Ещё в 1892 году он познакомился с 15-летней Мэри Висентией Шёрер, дочерью мэра Мидделбурга, они вступили в брак 24 марта 1902 года. Мэри увлекалась музыкой и искусством, её родителям принадлежала усадьба, воплощавшая эстетические устремления самого Хёйзинги, который тяготел к аристократизму. Свадебное путешествие Мэри и Йохан совершили в Равенну по следам Данте, а на обратном пути вместе посетили энциклопедическую выставку староголландского искусства в Брюгге. Далее в семье родились три сына и две дочери. После рождения последнего ребёнка в 1913 году у Мэри диагностировали быстротекущий рак, от которого она скончалась вечером 21 июля 1914 года в 37-летнем возрасте. В дневнике Хёйзинги особо отмечено, что она была в бессознательном состоянии и не мучилась долго. В 1920 году скончался старший сын Хёйзинги Дирк.
По протекции Петруса Блока 1 августа 1905 года Хёйзинга занял профессорскую вакансию на кафедре всеобщей и национальной истории Гронингенского университета, в котором преподавал десять следующих лет. Его предшественником был известный историк Карел Буссемакер, переходивший в Лейденский университет. В инаугурационной лекции «Эстетическая составляющая исторических представлений» профессор высказал ряд базовых представлений, которые применял в своей последующей деятельности. В гронингенское десятилетие Хёйзинга опубликовал историю Харлема, ряд статей, посвящённых местной истории, а также «Историю [Гронингенского] университета в третье столетие его существование, 1814—1914» (Geschiedenis der Universiteit gedurende de derde eeuw van haar bestaan, 1814—1914), которую рецензенты провозгласили «историей культуры XIX века». После 1907 года началось собирание источников и осмысление материала будущей «Осени Средневековья». В 1908 году состоялось знакомство Хёйзинги и Анри Пиренна, к которому голландец ездил в Гент.

### Лейден (1915—1945)
После кончины Буссемакера, вновь по протекции П. Блока, Йохан Хёйзинга 28 октября 1914 года перешёл на кафедру всеобщей истории в Лейден (инаугурационная лекция «Об идеалах исторической жизни» 27 января 1915 года). Это соответствовало интересам учёного, который стремился покинуть Гронинген после кончины жены. Именно лейденский период стал временем создания самых известных трудов Хёйзинги, который получил общенациональную и даже мировую известность. С 1916 по 1932 год он также работал редактором De Gids, одного из ведущих журналов общекультурной направленности в Нидерландах, и в 1918—1919 годах возглавлял Общество голландской литературы в Лейдене. В 1920 году за «Осень Средневековья» учёный был удостоен престижной премии Д. А. Тиме. В 1916 году Хёйзинга был избран в Королевскую академию (посвятив инаугурационный доклад живописи Яна ван Эйка), в которой с 1929 до 1942 года возглавлял отделение литературы. Удостоился почётных докторских степеней университета Тюбингена (1927) и Оксфорда (1937). «Осень Средневековья» впервые была переведена на английский язык в 1924 году. В 1930 году учёный возглавлял экзаменационную комиссию, на которой принцессе Юлиане была присвоена почётная докторская степень, а в 1937 году был свидетелем на её бракосочетании.
В межвоенные десятилетия Хёйзинга активнее работал за пределами Нидерландов. С 14 апреля по 19 июня 1926 года он на средства фонда Рокфеллера совершил поездку по научным и образовательным центрам США. В марте — апреле 1930 года Хёйзинга как приглашённый профессор читал цикл лекций в Сорбонне, а с декабря 1930 по март 1931 года совершил поездку в Нидерландскую Ост-Индию. В январе 1932 года прошли циклы лекций в Кёльне, Марбурге и Мюнстере и — вновь в январе — 1933 года лекции в Берлине. В октябре 1933 года профессора избрали в Международную комиссию по интеллектуальному сотрудничеству в Париже. Наконец, в 1934 году он читал лекции на Летней школе в Сантандере.
В лейденский период Хёйзинга вёл исключительно размеренный образ жизни. Он не любил долгих поездок, категорически утверждая, что «путешествия не расширяют кругозора». Яркой чертой характера была интровертность, Хёйзинга плохо ладил с незнакомыми людьми, а нерешительность внешне выглядела как сухость и отстранённость. Лишь в последние годы он стал легче контактировать со студентами; полностью его чувство юмора и колоссальная эрудиция раскрывалась только в кругу семьи и близких друзей. Написанием научных работ он по многолетней привычке занимался по утрам, днём работал в университете или наносил деловые визиты, по вечерам читал для удовольствия или занимался языками. Профессор свободно владел французским, немецким и английским языками, менее совершенно говорил по-итальянски, читал на испанском, португальском и русском, и был способен работать с источниками на латинском, древнегреческом, древнееврейском, древнескандинавском, санскрите и арабском. Он отличался отличной памятью, писал легко и очень быстро. Результатом стал целый ряд монографических работ, посвящённых истории культуры позднего Средневековья и раннего Нового времени, а также новаторский трактат «Homo ludens» (1938). При жизни Хёйзинги самой известной стала его книга «Тени завтрашнего дня» (1935) сразу выдержавшая четыре голландских издания, немецкий перевод 1936 года также печатался четырежды, и к 1939 году книгу перевели уже на восемь языков. Монография о культуре Нидерландов в XVII столетии вышла уже после начала оккупации Нидерландов, в 1941 году; в основе её лежал цикл лекций, прочитанных в Кёльне в 1932 году. 4 октября 1937 года Хёйзинга женился на своей 28-летней секретарше, дочери католического священника Августе Альвине Каролине Марии Шёльвинк, от которой имел дочь Лауру (появилась на свет 27 ноября 1941 года).
В конфликт с нацистами профессор Хёйзинга вступил 11 апреля 1933 года, когда занимал пост ректора Лейденского университета. На одной из проводимых университетом конференций немецкую делегацию возглавлял антисемитский пропагандист Иоганн фон Леерс, и в результате ректор попросил его «больше не пользоваться гостеприимством, оказанным ему университетом». Конференция на этом завершилась, а германская делегация покинула город. Под воздействием успехов нацизма Хёйзинга в известной степени скорректировал свои исследования, обратившись к культурной критике. В октябре 1933 года Хёйзингу избрали в международную комиссию по интеллектуальному сотрудничеству. Юбилейный год 400-летия Эразма в 1936 году был занят многочисленными выступлениями и лекциями, в том числе в Утрехте. После оккупации Нидерландов занятия в университете прервались 26 ноября 1940 года, однако персонал и профессура оставались на месте, оказывая посильное участие в сопротивлении. В знак протеста против действий оккупантов, Хёйзинга 1 июня 1942 года подал в отставку из университета и Академии. 7 августа 1942 года Хёйзинга был арестован и помещён в лагерь заложников Санкт-Михельсгестель, в котором находился до 30 октября. Освобождение произошло, вероятно, из-за вмешательства властей Швеции, но, возможно, из-за резкого ухудшения здоровья всемирно известного учёного; смерть в лагере была бы политически невыгодна для нацистов. Ему было запрещено возвращаться в крупные города западной Голландии, и Хёйзинга с женой и дочерью поселился в деревне Де Стиг в доме своего коллеги Рудольфа Клеверинги. В оккупации он завершил книгу эссе «Затемнённый мир» и не окончил автобиографии. После непродолжительной болезни учёный умер 1 февраля 1945 года — за три месяца до освобождения Нидерландов. Временно профессора погребли в Де Стиге, а 27 февраля прошло перезахоронение на Реформантском кладбище в Угстгесте в могиле его сына Дирка.

## Исторические труды

### Ранний период: от лингвистики к истории
В начале своего интеллектуального пути Йохан Хёйзинга находился под воздействием неоромантического движения 1880-х годов в Нидерландах, что сочеталось у него с фундаментальностью интересов. Под руководством Я. те Винкеля школяр занимался в гимназии древнееврейским и арабским языками, и намеревался поступать на арабское отделение Лейденского университета, однако его отец, не располагавший большими заработками, не мог позволить сыну этого начинания. С сентября 1891 года Йохан поступил на отделение голландской литературы. Согласно закону о высшем образовании 1876 года, испытания на докторскую степень по голландской литературе включали полный цикл индоевропеистики, включая «знакомство с принципами санскрита». В университете Хёйзинга вынашивал идею написать диссертацию в области сравнительной лингвистики, для чего и выбрал для стажировки в зимний семестр 1895—1896 годов Лейпциг — тогдашнюю «столицу младограмматиков». Программа обучения включала курсы по древнеславянской, латинской, древнеирландской, санскритской, авестийской грамматикам и сравнительному индогерманскому языкознанию, читаемых профессорами Бругманом, Линднером, Хиртом, и другими. Однако практикуемый в Лейпциге метод формального анализа не отвечал интересам молодого Хёйзинги в области семантики. После возвращения в Гронинген он написал 38-страничный синопсис «Введение и план исследования света и звука [в индогерманских языках]» — данный текст был посвящён лирико-ассоциативным факторам в логике развития языка. В основе исследования лежали поиски выражений восприятия света и звука в разных языках, однако его руководитель Барент Симонс (1853—1935) счёл, что предмет работы имеет отношение к психологии, а не лингвистике. В результате Хёйзинга по совету Я. Спеера обратился к образу видушаки в санскритской драме, но ещё в конце жизни вынашивал планы вернуться к нереализованной студенческой работе. Лингвистические штудии оказали сильное воздействие на формирование его методологии, при этом Кристиан Крум предполагал, что невозможность признания в Германии стала главной причиной перехода Хёйзинги к исторической науке («возможно, у него были правильные идеи, но, определённо, они сформировались в неподходящее время»). В сфере историко-культурных исследований уже появились работы неокантианцев, обосновывающих специфику гуманитарного знания, и культурно-исторические публикации Лампрехта. В доктрине Лампрехта Хёйзингу привлекло понятие «культурного поля», в котором для нужд получения информации о прошлом может использоваться инструментарий любой науки и любые источники, включая произведения искусства или художественной литературы. Оформление методологической системы документтируется инаугурационной лекцией в Гронингене 1905 года.

### Определение истории по Хёйзинге
В эссе «Об определении понятия „история“» (нидерл. Over een definitie van het begrip geschiedenis) Хёйзинга даёт следующее определение истории:

История — это духовная форма, в которой культура отдаёт себе отчёт о своём прошлом.
Оригинальный текст (нид.)Geschidenis is de geestelijke vorm, waarin een cultuur zich rekenschap geeft van haar verleden
— Over een definitie van het begrip geschiedenis
Хёйзинга трактует элементы этого определения следующим образом:
- Духовная форма — широкое понятие, включающее не только науку, но и искусство. Таким образом, определению соответствует не только научная история, но и нарративные хроники, исторические легенды и прочие формы исторического сознания, существовавшие и существующие в разных культурах.
- Культура. Под культурой в данном контексте понимается культурное сообщество, например, нация, племя, государство. Культура может быть монолитной, а может разделяться на различные субкультуры.
- Отдаёт себе отчёт. Это означает, что целью занятий историей (в какой бы форме они ни выражались — как хроника, мемуары, научное исследование) является понимание и интерпретация окружающей действительности.
- Своё прошлое. По Хёйзинге, каждая культура имеет своё собственное прошлое. Под прошлым конкретной культуры подразумевается не только прошлое самих представителей культуры, а тот общий образ прошлого (своего и чужого), который господствует в данной культуре. Хёйзинга считает, что каждая культура будет иметь свой взгляд на прошлое и будет «писать историю» по-своему. Более того, в пределах одной культуры разные субкультуры будут иметь разную историю (в значении «разный образ истории»). В качестве примера приводится различная интерпретация истории Нидерландов с точки зрения протестантов и социалистов. Хёйзинга считает эту ситуацию нормальной, но на том условии, что историк, работающий в рамках своей культуры, должен стараться следовать истине (этический императив).

### Хёйзинга и США
Историей США профессор Хёйзинга заинтересовался примерно в 1915—1916 годах, работая с теми материалами, которые были ему доступны в голландских библиотеках. В 1917 году в связи с политическими изменениями (вступлением США в войну) в Лейденском университете Хёйзингой читался курс американской истории, и в 1918 году вышла книга из четырёх эссе «Человек и массы в Америке». Как обычно у учёного, работа оказалась многомерной. В политическом смысле она оказалась опровержением популярного в 1910-е годы тезиса о схожести истории Америки и Голландии, популяризированного республиканцем Хорасом Уайтом. В основе его лежала мифологема «страны, вырвавшей независимость у могущественной империи после длительной борьбы, ставшей убежищем для угнетённых и домом свободы, терпимости и доброй воли». Хёйзинга обратился к синхронным историческим явлениям: Американской и Великой французской революциям и дискуссиями голландских патриотов 1770—1780-х годов. Вывод был парадоксальным: Американская революция оказалась более консервативной, чем остальные. Он глубоко изучил «Демократию в Америке» Токвиля и «Американский союз» Брайса, придя к выводу о деградации, а не развитию демократической системы (по крайней мере, её «индивидуалистско-пионерского» варианта). Также Хёйзинга сильно опередил своё время, утверждая, что консерватизм и демократия не противоречат друг другу, то есть американские политические институты всё менее и менее демократичны в своей реальной деятельности, не представляя действительных интересов народа и скольно-нибудь широкую его часть. При этом самопровозглашённая миссия Америки заключается в представлении всему миру модели «мудрой, могущественной и процветающей демократии». В действительности для этого общество США слишком коммерциализировано, а революционная доктрина ни в коем случае не сможет там укорениться. Иными словами, для Хёйзинги в опыте США интереснее всего была совместимость противоречащих тенденций и механизмов, например, «практического идеализма» и «коллективного индивидуализма». При этом индивидуализм вполне может существовать в обстановке мощнейшего общественного конформизма («консервативное благочестие и послушное подражание»). Классическая работа Уолтера Липпмана «Общественное мнение» вышло только в 1922 году. Предвосхитил Хёйзинга и работу Рэймонда Уильямса «Ключевые слова: словарь культуры и общества» (1976), когда отмечал, что понятие «индивидуализм» имеет разные коннотации в использовании в культурах США и Европы. Ключом к пониманию данных процессов, по Хёйзинге, являлось то, что США и европейские либеральные институты вели начало от Просвещения, но на земле Америки просветители не боролись с христианством, или, по крайней мере, «отодвинули его в сторону», и не сделали веру бессильной. То есть ещё в начале XX века США избегли участи «великого мщения Просвещению», оставаясь в парадигме «наивного культа предков». Вопросы рабства Хёйзинга вообще не воспринимал как серьёзную социальную проблему, а в войне за независимость и в гражданской войне на первый план выводил экономические факторы, особенно тарифный протекционизм.
Йохан Хёйзинга переписывался и находился под сильным влиянием двух американских историков — Чарльза Бирда и Фредерика Тёрнера. Тёрнеру Хёйзинга лично писал в 1919 году, что на него сильнейшее воздействие оказала теория фронтира. Из всех американских историков лейденский профессор чаще всего ссылался на «Экономическую интерпретацию [американской] Конституции» и «Экономические истоки джефферсоновской демократии» Бирда, унаследовав его концепцию на конституцию США как «соглашение алчных спекулянтов». По мнению американского историка культуры Майкла Каммена, парадоксальным образом это общение не сказалось на работах Хёйзинги по истории Европы, ибо ни в «Осени Средневековья», ни в других работах того же периода он не придавал такого же значения экономическим факторам, временами впадая в экономический детерминизм. Вероятно это объяснялось тем, что Хёйзинга не применял своего излюбленного культурологического подхода к США, являясь не историком, а аналитиком современных событий. Его не интересовала ранняя история США, хотя теоретически его должна была заинтересовать роль голландце в колониальном периоде и хронологически она совпадала с периодами, которые являлись фокусом хёйзинговских исследований. История США всегда оставалась для него «эстетически непривлекательной». Сводя почти всю историю Америки к экономике, он считал данный подход неприменимым к европейской цивилизации: Новый Свет был колонизирован именно потому, что Европа высвободила некие новые экономические силы, перенаправленные через океан.
Единственная поездка Й. Хёйзинги в США пришлась на период усиления нидерландо-американских культурных связей, формируемых вокруг множества юбилейных дат. Между 1921—1923 годами создавались комитеты для празднования 300-летия прибытия отцов-пилигримов, гугенотов и валлонцев в Новую Голландию. В 1923 году в Колумбийском университете создали кафедру голландской истории и литературы, а в Нью-Йорке и Гааге открылись отделения Нидерландо-Американской ассоциации и началось издание книжной серии «Великие голландцы» («Эразм» Хёйзинги напечатали в этой серии в 1924 году). Широко отмечалось и 300-летия основания Нового Амстердама в 1925 году, и в этих мероприятиях активно работали многие нидерландские коллеги Хёйзинги. В результате непосредственного соприкосновения с США в течение четырёх месяцев Хёйзинга выпустил книгу «Жизнь и мысль в Америке» (1927), которая, по мнению М. Каммена, свидетельствует о глубоком изменении отношения к стране. Если в 1918 году Хёйзиннга полагал, что Америка — страна великого духовного порыва, то побывав в ней, обнаружил «духовную пустыню». Главной причиной всех уродливых проявлений конформизма и стандартизации стало навязчивое стремление американцев к эффективности, а в сознании обитателей США «эффективность и демократия — тесно связанные понятия. Стремление демократизировать идею Бога идёт рука об руку с прагматизмом». Американские ожидания, что технология решит любую проблему, вызывали у Хёйзинги глубокую обеспокоенность. Американцы отказались от веры, потому что наука заменила религию, и этот «новый материализм» вызвал «духовную пустоту» в Соединённых Штатах. Своего рода единомышленником Хёйзинги в самих США стал Карл Беккер, высказывавший похожие идеи в стэнфордских лекциях 1935 года, вышедших в небольшой книге «Прогресс и власть». Однако имелись и отличия. Хёйзинге не нравились американские научные издания, «наполненные тоном насмешливого презрения ко всякой вере» (он приводил примеры Джеймса Харви Робинсона и Гарри Элмера Барнза). Демократизация культуры при этом только усиливает «посредственность, пронизывающую американскую жизнь». Хёйзинга упоминал Хендрика ван Лоона, который учился в США и получил «ошеломляющий успех» как популяризатор голландской, американской и всемирной истории, именно потому, что его книги «может понять даже самый необразованный человек». Экстравертность американской культуры также категорически не устраивала Хёйзингу, как и вездесущность и назойливость рекламы.
США сравнительно мало упоминались в «Тенях завтрашнего дня» (1936), и здесь нет принципиально новых идей и впечатлений по сравнению с инвективами десятилетней давности. При этом буржуазная жизнь в Нидерландах и Германии удостаивалась не менее резких определений. Разница лишь в том, что Америка раньше достигла «испытания современной цивилизации» и формы этого «испытания» проще, нежели в Старой Европе, для которой реальность распада старых форм цивилизации — дело недалёкого будущего. Средства массовой информации и всеобщее образование приводят к тому, что «интеллектуальное наслаждение становится доступным для каждого тысячью способов и, следовательно, теряет качество чего-то завоёванного, что представляет успех и чему воздают почести». Точно так же доступность сексуального удовлетворения в корне меняет человеческие отношения и социальные институты, над которыми возвышаются «мрачные идолы технократии и сверхорганизации». Тем не менее, в учебном 1940—1941 году Хёйзинга вновь читал курс истории США, обобщение своих идей он представил в докладе 15 января 1941 года перед Нидерландской академией наук. В этом докладе профессор отмечал, что американская история в силу её малой продолжительности может восприниматься в целостном виде, а «её общая идея доступна всем». Американская гражданская война представляет собой кульминацию, а после 1865 года история США теряет драматичность и лишается «яркой формы» (Хёйзинга выступал с эстетических позиций). В истории, «где доминирует экономика, человеческий фактор отступает на задний план». Доклад завершается мрачным прогнозом для исторических исследований в мире, в котором его обитатели «привыкли мыслить числами». «Этот сдвиг в способе мышления полон больших опасностей для цивилизации и для того цивилизующего продукта ума, который называется историей. Как только числа будут править в нашем обществе, не останется никакой истории, которую можно было бы рассказать, никаких образов, которые история могла бы вызвать». В целом, Дж. Торпи (как и А. Дирик) рассматривает аргументацию Хёйзинги в ряду критиков США от Токвиля до Зомбарта, но при этом его интерпретации американской культуры ближе всего к интерпретациям «культурной индустрии» и «самоуничтожению Просвещения» Хоркхаймера и Адорно, и особенно Маркузе.

## Теория культуры

### Предмет и метод
Йохан Хёйзинга поставил в центр своих исследований нидерландскую культуру. Он последовательно использовал термин «Нидерланды» и, по подсчётам Кристиана Крумма, лишь дважды употребил термин «Голландия» — в том числе в статье на английском языке How Holland became a nation, принципиально обращённой к иностранной аудитории. К собственно провинции Голландия он неизменно проявлял интерес, почти три десятка лет проведя в Лейдене — центре этого исторического региона. В то же время как личность Хёйзинга формировался в Гронингене — единственном крупном городе на побережье Северного моря, университет которого был основан для подготовки клириков и чиновников, независимых от официальных властей Амстердама. Если в Лейдене и Амстердаме были распространены антинемецкие настроения, они не были свойственны интеллектуальной среде Гронингена, где высоким авторитетом пользовалось кантианство. В годы молодости Хёйзинга Гронинген сохранял ещё много черт доиндустриального европейского города, «без велосипедов, автомобилей, газового или электрического освещения и телефона». Гронингенская коммуна состояла из четырёх страт, мало сообщающихся между собой: аристократии, госслужащих, профессуры и купечества. Будучи меннонитом, Хёйзинга категорически не одобрял «подчинения нидерландской культуры буржуазии и кальвинизму». По своему мировоззрению Хёйзинга был ярко выраженным элитаристом, элитарной культуре преимущественно посвящена «Осень Средневековья», и труды его адресованы узкому кругу интеллектуалов-европейцев. Впрочем, несмотря на претензии на патрицианское происхождение, будущий историк формировался в мелкобуржуазной среде, презрения к которой не скрывал в последующей жизни. В 1930-е годы Хёйзинга декларировал свой монархизм, используя формулу Якоба Фрёйна «Истинное предназначение Нидерландов — быть королевством». Данное обстоятельство служило популярности его работ: до войны официальные круги использовали авторитет Хёйзинги для призывов к национальному единству. При этом историк, хотя и вырос в меннонитской среде и крестился в меннонитской церкви, в конце жизни утверждал, что его личные взгляды несомненно метафизичны, хотя он не может утверждать, что принадлежит некой конкретной деноминации.
Генеральным направлением исследований Йохана Хёйзинги являлась история культуры и своей сверхзадачей он называл «возвращение в домен исторических исследований материал, присвоенный историками искусства, литературы, фольклористами, социологами и культурологами в широком смысле». В терминологии средневековой философии, предмет исторической науки Хёйзинга обозначал как реализм (то есть противоположность номинализму); в терминологии второй половины XX века работы нидерландского историка пересекались с социальной и интеллектуальной историей с преимущественным вниманием к аспектам высокой культуры. Сам историк не любил давать специальных определений и чётких формулировок, ибо культурная история обращается к формам жизни, выражаемым в искусстве и мысли (возможно, и в чувстве).

## Память
Ещё при жизни Хёйзингу называли самым известным в XX веке голландцем, в Нидерландах он является национальным героем или даже «культурным героем», хотя известным преимущественно в интеллектуальных кругах. Для европейской историографии его имя неизменно упоминается в одном ряду с фон Ранке, Карлейлем и Мишле. В 1994 году был основан Институт Хёйзинги, а его архив изучается в Лейденском университете. На стене университетского здания Witte Singei установлена мемориальная доска, именем Йохана Хёйзинги названы улицы в разных городах, а в его родном Гронингене улица названа в честь отца — Дирка Хёйзинги.
В 1948—1953 годах в харлемском издательстве Tjeenk Willink вышло девятитомное собрание сочинений Й. Хёйзинги, последний том которого включал указатели и библиографию. В 1998 году библиография была дополнена хранителем архива учёного Антоном ван дер Лемом, продолжив нумерацию и принципы составления, а также восполнив пропуски издания 1953 года. С 2019 года собрание сочинений доступно онлайн в оцифрованном виде на сайте Лейденской университетской библиотеки, как и трёхтомное издание переписки и путеводитель по архиву.

### Собрание сочинений
- Huizinga J. Verzamelde werken :  [нид.] / ed. L. Brummel. — Haarlem : H. D. Tjeenk Willink & Zoon, 1948. — Т. I: Oud-Indië. Nederland. — 569 p.
- Huizinga J. Verzamelde werken :  [нид.] / ed. L. Brummel. — Haarlem : H. D. Tjeenk Willink & Zoon, 1948. — Т. II: Nederland. — 597 p.
- Huizinga J. Verzamelde werken :  [нид.] / ed. L. Brummel. — Haarlem : H. D. Tjeenk Willink & Zoon, 1949. — Т. III: Cultuurgeschiedenis I. — 577 p.
- Huizinga J. Verzamelde werken :  [нид.] / ed. L. Brummel. — Haarlem : H. D. Tjeenk Willink & Zoon, 1949. — Т. IV: Cultuurgeschiedenis II. — 566 p.
- Huizinga J. Verzamelde werken :  [нид.] / ed. L. Brummel. — Haarlem : H. D. Tjeenk Willink & Zoon, 1950. — Т. V: Cultuurgeschiedenis III. — 490 p.
- Huizinga J. Verzamelde werken :  [нид.] / ed. L. Brummel. — Haarlem : H. D. Tjeenk Willink & Zoon, 1950. — Т. VI: Biografie. — 562 p.
- Huizinga J. Verzamelde werken :  [нид.] / ed. L. Brummel. — Haarlem : H. D. Tjeenk Willink & Zoon, 1950. — Т. VII: Geschiedwetenschap. Hedendaagsche cultuur. — 616 p.
- Huizinga J. Verzamelde werken :  [нид.] / ed. L. Brummel. — Haarlem : H. D. Tjeenk Willink & Zoon, 1951. — Т. VIII: Universiteit, wetenschap en kunst. — 571 p.
- Huizinga J. Verzamelde werken :  [нид.] / ed. L. Brummel. — Haarlem : H. D. Tjeenk Willink & Zoon, 1953. — Т. IX: Bibliografie en registers. — 193 p.

### Переписка
- Huizinga J. Briefwisseling :  [нид.] / Redactie: Leon Hanssen, W. E. Krul, Anton van der Lem. — Veen : Tjeenk Willink, 1989. — Т. I.  1894—1924. — 549 p. — ISBN 90-218-3693-9.
- Huizinga J. Briefwisseling :  [нид.] / Redactie: Leon Hanssen, W. E. Krul, Anton van der Lem. — Veen, Utrecht, Antwerpen : Tjeenk Willink, 1990. — Т. II. 1925—1933. — 498 p. — ISBN 90-204-1991-9.
- Huizinga J. Briefwisseling :  [нид.] / Redactie: Leon Hanssen, W. E. Krul, Anton van der Lem. — Veen, Utrecht, Antwerpen : Tjeenk Willink, 1991. — Т. III. 1934—1945. — 512 p. — ISBN 90-204-2036-4.

### Переводы
- Huizinga J. America: a Dutch historian's vision, from afar and near : Translation of Mensch en menigte in Amerika, and of Amerika levend en denkend / Translated, with an Introduction and Notes, by Herbert H. Rowen. — New York, Evanston, San Francisco, London : Harper & Row, Publishers, 1972. — xiii, 337 p. — The text of this book is printed on 100% recycled paper.
- Хейзинга Й. Осень Средневековья / Пер. Д. В. Сильвестрова. Под ред. С. С. Аверинцева. — М. : Наука, 1988. — 544 с. — (Памятники исторической мысли). — 45 000 экз. — ISBN 5-02-008934-6.
- Хейзинга Й. Об исторических жизненных идеалах и другие лекции / Пер. с голл. Ирины Михайловой. Под ред. Ю. Колкера. — London : Overseas Publications Interchange Ltd, 1992. — ISBN 1-870128-44-3.
- Хейзинга Й. Осень Средневековья: Исследование форм жизненного уклада и форм мышления в XIV и XV веках во Франции и Нидерландах // Сочинения: В 3 томах = Herfsttij der Middeleeuwen / Пер. с нидерл. Сост. и пер. Сильвестрова Д. В.; Вступ. ст. и общ. ред. Уколовой В. И.; Заключ. ст. и науч. коммент. Харитоновича Д. Э. — М.: Прогресс-Культура, 1995. — Т. 1. — 413 с. — ISBN 5-02-008934-6.
- Хейзинга Й. Homo Ludens. «Человек играющий»: Статьи по истории культуры / Пер., сост. и вступ. ст. Д. В. Сильвестрова; Коммент. Д. Э. Харитоновича. — М. : Прогресс-Традиция, 1997. — 416 с. — ISBN 5-89493-010-3.
- Хейзинга Й. Культура Нидерландов в XVII веке. Эразм. Избранные письма. Рисунки / Сост. и пер. Д. В. Сильвестрова. Комм. Д. Харитоновича. — СПб. : Издательство Ивана Лимбаха, 2009. — 677 с. — ISBN 978-5-89059-128-9.
- Хейзинга Й. Тени завтрашнего дня. Человек и культура. Затемнённый мир: Эссе / Сост., пер. и предисл. Д. В. Сильвестрова. Комм. Д. Харитоновича. — СПб. : Издательство Ивана Лимбаха, 2010. — 450 с. — ISBN 978-5-89059-127-2.

### Комментарии
1. ↑  11 ноября 1885 года появился на свет единокровный брат Йохана — Герман Хёйзинга. 31 декабря 1902 года он совершил попытку самоубийства, в результате которой скончался 6 января 1903 года[4].
2. ↑  Дочь Элизабет (1903—1995); сын Дирк (1905—1920); сын Леонард (1906—1980); сын Якоб Герман (1908—1994); дочь Германна Маргарета (1912—1988)[4].
3. ↑  Формула консервативной революции по Хёйзинге: «борьба за сохранение свободы превалирует над борьбой за свободу»[17].
4. ↑  Социолог Джон Торпи (Институт международных исследований Ральфа Банча) отметил, что согласно Хёйзинге в США возник новый вид феодализма, пронизанный статусностью и иерархией, характеризуемый новой формой персональной зависимости — от экономического и политического босса. Однако современный феодализм лишён даже намёка на человеческие отношения — современной версии отсутствовала «верность вассала своему господину и забота господина о своих вассалах». Отсюда опасения, что «настоящее Америки — будущее Европы»[18].
5. ↑  При этом «дух Реформации [который вдохновлял Нидерландскую революцию] был заменён духом Просвещения[17].
6. ↑  Тем не менее с Х. ван Лооном у Й. Хёйзинги сложились отношения, и летом 1940 года нидерландо-американский коллега предлагал организовать переезд Йохана в США. В письме от 15 августа 1940 года Хёйзинга категорически отказался, заявив, что его место на родине, «что бы ни принесло будущее»[22].

### Некрологи
- Barnouw T. J. Obituary: Johan Huizinga, 1872—1945 :  [англ.] // College Art Journal. — 1946. — Vol. 6, no. 1. — P. 57—59. — JSTOR 773567.
- Logher Th. J. G. Johan Huizinga :  [нид.] // Jaarboek van de Maatschappij der Nederlandse Letterkunde. — 1946. — P. 88—109.
- Vollgraff C. W. Herdenking van Johan Huizinga (7 December 1872 — 1 Februari 1945) in de vergadering der Af deeling Letterkunde der Koninklijke Nederlandsohe Akademie van Wetenschappen van 8 October 1945 :  [нид.] // Jaarboek van de Maatschappij der Nederlandse Letterkunde 1944—1945. — 1945. — P. 176—196.

### Монографии и статьи
- Anchor R. History and Play: Johan Huizinga and His Critics :  [англ.] // History and Theory. — 1978. — Vol. 17, no. 1 (February). — P. 63—93. — JSTOR 2504901.
- Anton van der Lem[вд]. «Europe can never be lost as long as there are men like you» — Huizinga and Europe :  [англ.] // World Literature Studies[вд]. — Vol. 9, no. 1. — P. 7—20.
- Bouwsma W. J. «The Waning of the Middle Ages» by Johan Huizinga :  [англ.] // Daedalus. — 1974. — Vol. 103, no. 1, Twentieth-Century Classics Revisited. — P. 35—43. — JSTOR 20024184.
- Colie R. L. Johan Huizinga and the Task of Cultural History :  [англ.] // The American Historical Review. — 1964. — Vol. 69, no. 3 (April). — P. 607—630. — JSTOR 1845780.
- Contemporary Homo Ludens / Edited by Halina Mielicka-Pawłowska. — Cambridge Scholars Publishing, 2016. — xviii, 373 p. — ISBN 978-1-4438-9698-6.
- De hand van Huizinga :  [нид.] / Willem Otterspeer (redactie). — Amsterdam University Press, 2013. — 446 p. — ISBN 978-90-8964-020-8.
- Honée E. Huizinga, Johan (1872—1945) // Theologische Realenzyklopädie :  [нем.] / hrsg. von Gerhard Krause u. Gerhard Mülle. — Berlin — New York : Walter de Gruyter, 1986. — Т. XV: Heinrich II. — Ibsen. — P. 635—638. — 808 p. — ISBN 3-11-008585-2.
- Inventaris van het archief van Johan Huizinga. Bibliografie 1897—1997 :  [нид.] / door Anton van der Lem. — Universiteitsbibliotheek Leiden, 1998. — xix, 420 p. — (Codices Manuscripti XXIX). — ISBN 90-74204-09-0.
- Johan Huizinga 1872—1972: Papers Delivered to the Johan Huizinga Conference Groningen 11—15 December 1972 / Ed. by W. R. H. Koops, E. H. Kossmann and Gees van der Plaat. — The Hague : Martinus Nijhoff, 1973. — ix, 240 p.
- Kammen M. ‘This, Here, and Soon’ Johan Huizinga’s Esquisse of American Culture :  [англ.] // Bijdragen en Mededelingen betreffende de Geschiedenis der Nederlanden. — 1982. — № 97. — P. 589—609.
- Kelley Donald R. Fortunes of history: historical inquiry from Herder to Huizinga. — New Haven & London : Yale University Press, 2003. — xiv, 426 p. — (Fortunes of History). — ISBN 0-300-09578-3.
- Krumm Ch. Johan Huizinga, Deutschland und die Deutschen. Begegnung und Auseinandersetzung mit dem Nachbam :  [нем.]. — Münster, New York, München, Berlin : Waxmann Verlag GmbH, 2011. — 323 S. — (Studien zur Geschichte und Kultur Nordwesteuropas. Band 23). — ISBN 978-3-8309-2446-3.
- Krumm Ch. Welche Vorstellung hatte Johan Huizinga von Dante? :  [нем.] // Deutsches Dante-Jahrbuch. — 2011. — Bd. 85/86. — S. 301—315. — doi:10.1515/dante-2011-0116.
- Lüth P. E. H. Buchbesprechung: [Johan Huizinga: «Parerga»] :  [нем.] // Zeitschrift für philosophische Forschung. — 1948. — Bd. 2. — S. 418—419. — JSTOR 20480202.
- Noordegraaf Jan. «On Light and Sound». Johan Huizinga and nineteenth-century Linguistics :  [англ.] // The Dutch Pendulum. Linguistics in the Netherlands, 1740—1900. — Münster : Nodus Publikationen, 1996. — P. 130—158. — ISBN 3-89323-264-8.
- Pachter H. M. Masters of Cultural History III: Johan Huizinga — The Historian as Magister Ludi // Salmagundi. — 1979. — № 46. — P. 103—119. — JSTOR 40547263.
- Rereading Huizinga. Autumn of the Middle Ages, a Century Later / Edited by Peter Arnade, Martha Howell, and Anton van der Lem. — Amsterdam University Press B. V., 2019. — 363 p. — ISBN 978-94-6298-372-4.
- Rydin T. The Works and Times of Johan Huizinga (1872—1945). Writing History in the Age of Collapse. — Amsterdam : Amsterdam University Press B. V., 2023. — 297 p. — (Studies in the History of Knowledge). — The publication of this book was made possible by grants from the Lindroth Fund of Uppsala University and the Humanities Faculty of Utrecht University. — ISBN 978-94-6372-459-3.
- Torpey J. Huizinga on America // Journal of Classical Sociology. — 2015. — Vol. 15, no. 3. — P. 293—301. — doi:10.1177/1468795X14558773.
- Wald Shalom Salomon. Chapter 8: Johan Huizinga, Netherlands, 1872—1945 // Rise and Decline of Civilizations: Lessons for the Jewish People. — Boston : Academic Studies Press, 2014. — P. 72—76. — xv, 452 p. — ISBN 9781618113771.
- Тавризян Г. М. О. Шпенглер, Й. Хёйзинга: две концепции кризиса культуры. — М. : Искусство, 1989. — 269,[3] с. — ISBN 5-210-00330-2.
- Тавризян Г. М. Хейзинга // Новая философская энциклопедия : в 4 т. / пред. науч.-ред. совета В. С. Стёпин. — 2-е изд., испр. и доп. — М. : Мысль, 2010. — 2816 с.
- Усманова А. Р. Хейзинга Йохан // Новейший философский словарь / Сост. и гл. науч. ред. А. А. Грицанов. — Минск : Книжный дом, 2003. — С. 1152. — 1280 с. — (Мир энциклопедий).